# Ramsay MacDonald
James Ramsay MacDonald, FRS (12. listopada 1866. – 9. studenog 1937.) bio je britanski socijaldemokratski političar i državnik, poznat kao jedan od osnivača Laburističke stranke, njen vođa i prvi laburistički premijer, ali i po tome što je vodio Britaniju za vrijeme izbijanja Velike ekonomske krize i 1931. godine stvorio veliku koaliciju s konzervativcima na čijem je čelu bio sve do 1935. godine.

## Životopis
Rođen je 12. listopada 1866. godine kao nezakonito dijete nadničara i kućne pomoćnice na sjeveru Škotske. Nakon završene osnovne škole je obavljao razne poslove u Engleskoj, gdje se s vremenom počeo baviti novinarstvom. Još u mladosti je izražavao interes za bavljenje politikom i sklonost socijalističkim idejama, a neko vrijeme bio i član Fabijanskog društva. Godine 1887. je na sebe skrenuo pažnju pamfletom kojim je osudio nasilno gušenje londonskih porsvjeda kao Krvava nedjelja. Godine 1893. se priključio Nezavisnoj laburističkoj stranci (ILP), a 1896. godine oženio za feminističku aktivisticu Margaret Gladstone, s kojom će imati šestoro djece. 
Godine 1900. je postao tajnik novoosnovane Laburističke stranke, a sljedeće godine je izabran za člana Savjeta Londonske grofovije. Godine 1906. je po prvi put izabran u Parlament. Tamo se nametnuo kao jedan od vođe lijeve frakcije laburista, te zalagao za distanciranje od Liberalne stranke s kojom su laburisti dotada bili u neslužbenom savezu. Godine 1911. je po prvi put postao vođa laburista. Kada je 1914. godine izbio Prvi svjetski rat, MacDonald je, kao pacifist, za razliku od većine svojih drugova odbio podržati vladu, odnosno britanski ulazak u sukob. Njegov stav ga je učinio toliko nepopularnim u javnosti da je na izborima 1918. godine poražen, a u Parlament se uspio vratiti tek 1922. godine. Na istim je izborima Laburistička stranka po prvi put uspjela osvojiti više mjesta od liberala, odnosno postati najjača stranka opozicije. MacDonald je postao njen vođa, a samim time i službeni vođa britanske opozicije.
Nakon što su na izborima 1923. godine vladajući konzervativci izgubili većinu, početkom 1924. godine je kralj Đuro V. MacDonaldu povjerio mandat za sastav nove vlade. MacDonald je uspio osigurati prešutnu podršku liberala i tako postao prvi premijer porijeklom iz radničke klase i bez univerzitetskog obrazovanja. Njegov prvi mandat je bio uglavnom orijentiran na vanjsku politiku, a posebno pitanje Versajskog sporazuma koga je MacDonald smatrao velikom nepravdom. Na njegovu inicijativu je u Londonu održana konferencija kojom je odobren Dawesov plan koji je privremeno olakšao isplatu njemačkih ratnih reparacija i okončao francusko-begijsku okupaciju Ruhra. Pokušaj reapprochementa sa Sovjetskim Savezom, koga je njegova vlada službeno priznala, je međutim izazvao oštre reakcije iz redova konzervativaca, ali i liberala, koji su njegovu vladu srušili nakon samo nekoliko mjeseci. Na novim izborima su većinu osvojili konzervativci na čelu sa Stanleyem Baldwinom.
Pet godina kasnije su laburisti uspjeli osvojiti većinu i MacDonald je ponovno postao premijer. Na početku svog drugog mandata se MacDonald orijentirao na unutrašnju politiku, te donio niz mjera u smjeru poboljšanja socijalnog položaja stanovništva. Sve je te planove, međutim, krajem 1929. godine prekinulo izbijanje Velike krize. Njegova se vlada našla podijeljena oko toga kako na nju reagirati - Philip Snowden je inzistirao na ortodoksnim ekonomskim rješenjima, odnosno politici rezova kako bi se očuvala budžetske ravnoteže i zlatnog standarda funte; na drugoj strani su se našli John Maynard Keynes, Oswald Mosley i Arthur Henderson koji su inzistirali na devalvaciji funte i mjerama za poticanje potrošnje. MacDonald je, kako bi riješio spor, imenovao komisiju koja je u ljeto 1931. godine izdala tzv. Mayev izvještaj kojim se zalagao za rezove, a s čime se na kraju složio i sam MacDonald.
Nakon toga su MacDonalda napustili brojni laburistički vođe te je i on sam bio spreman podnijeti ostavku. Kralj Đuro V. ga je, međutim, uspio nagovoriti da ostane premijer, ali u velikoj koaliciji s konzervativcima. Rezultat je bila tzv. Nacionalna vlada koju su tvorili konzervativci, liberali i dio laburista. Na izborima 1931. godine je ona dobila više nego solidnu većinu, ali je sam MacDonald izbačen iz Laburističke stranke, te je bio prisiljen vladati kao član tzv. Nacionalnih laburista. Ekonomska kriza se u međuvremenu nastavila, a MacDonaldov pokušaj da je zaustavi organiziranjem međunarodne ekonomske konferencije u Londonu 1933. godine je doživio fijasko zbog šokantne odluke novog američkog predsjednika Roosevelta da neće stabilizirati dolar. U međuvremenu se MacDonaldu ozbiljno pogoršalo zdravlje, što se počelo odražavati i na njegove mentalne sposobnosti. Godine 1935. je podnio ostavku i prepustio mjesto premijera Stanleyu Baldwinu, zadržavši simbolično mjesto "lorda predsjednika Savjeta" u novoj Nacionalnoj vladi. Umro je na putovanju brodom 9. studenog 1937. godine, na koje su ga liječnici poslali držeći da bi mu morski zrak poboljšao zdravlje.

## Vanjske poveznice
|  | Zajednički poslužitelj ima još gradiva o temi Ramsay MacDonald |

- A left-wing criticism of Macdonald's career   Arhivirana inačica izvorne stranice od 27. veljače 2020. (Wayback Machine) Socialist Review
- More about Ramsay MacDonald  Arhivirana inačica izvorne stranice od 25. kolovoza 2008. (Wayback Machine) Prime Minister's Office